# Павлов, Николай Степанович
Николай Степанович Павлов (1913—1966) — советский хозяйственный деятель, лауреат Сталинской премии.

## Биография

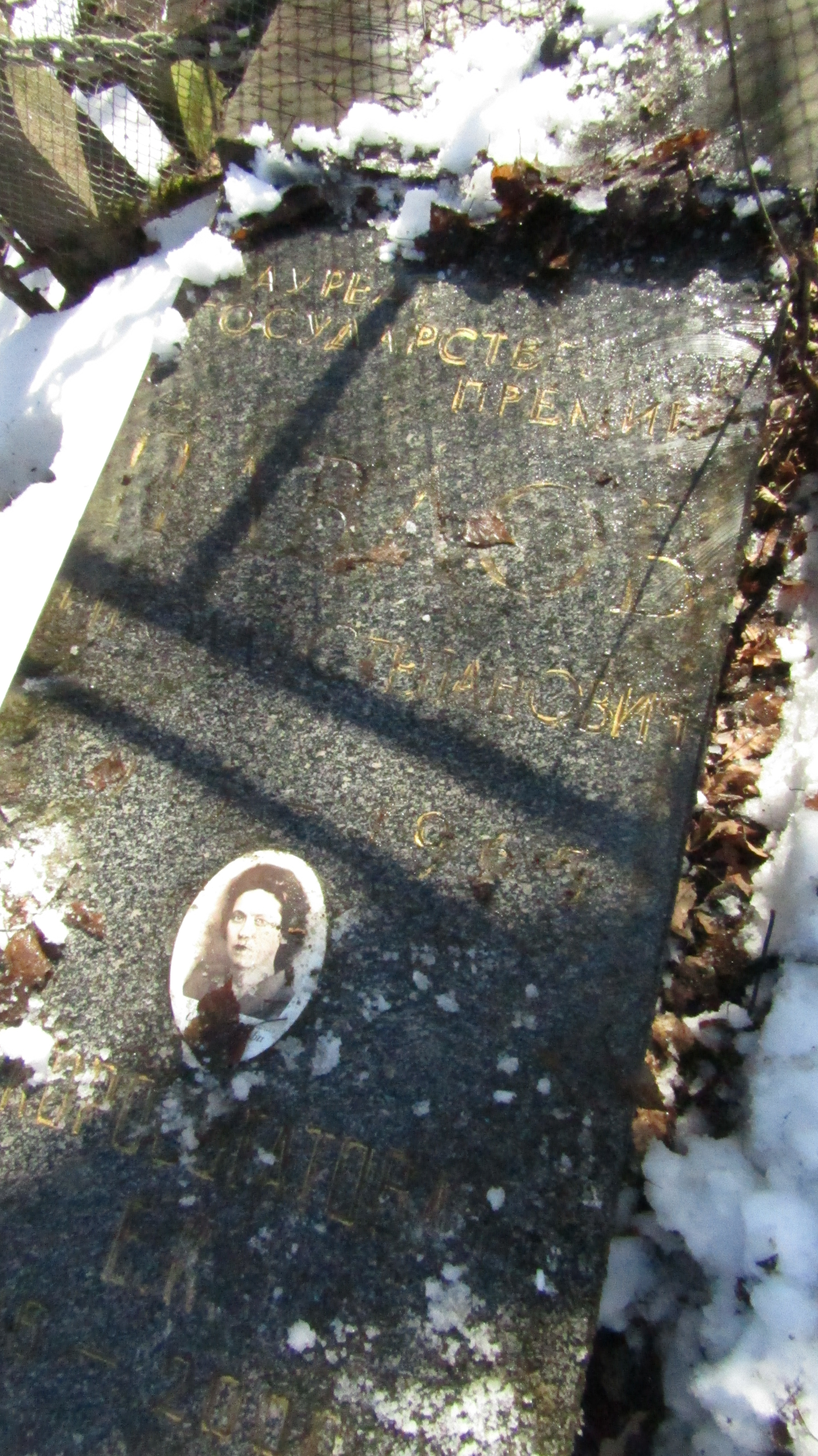
Могила Павлова Н.С. Серафимовское кладбище, Санкт-Петербург.

Родился в селе Шатовка (сейчас — село 2-е Рождественское Фатежского района Курской области) в семье рабочего-металлурга.
С 1948 года руководил строительством Тихвинского глинозёмного завода и потом был его директором.
В качестве консультанта участвовал в строительстве Пикалёвского глинозёмного завода (1949—1959).
Автор технологии непрерывного обескремнивания алюминатных растворов.
Умер 1 февраля 1966 года после тяжёлой и продолжительной болезни. Похоронен в Ленинграде на Серафимовском кладбище (уч 39). На 2023 год, могилу сложно найти, так как, могильная плита упала и лежит на земле. На могильной плите дата смерти 1965 год.
Сталинская премия 1950 года — за коренное усовершенствование технологии производства металла.
Награждён орденами и медалями.
Его именем названа улица в Бокситогорске.